# Incheon Football Stadium
O Incheon Football Stadium é um estádio de futebol localizado em Incheon, na Coreia do Sul. O mandante dos jogos é o  clube do Incheon United.